# Thayeria
Thayeria es un género de peces de la familia Characidae y de la orden de los Characiformes.

## Especies
- Thayeria boehlkei (S. H. Weitzman, 1957)[1]
- Thayeria ifati (Géry, 1959)[1]
- Thayeria obliqua (C. H. Eigenmann, 1908)[1]